# Henry, King of Navarre
Henry, King of Navarre er en britisk stumfilm fra 1924 af Maurice Elvey.

## Medvirkende
- Matheson Lang som Henry
- Gladys Jennings som Marguerite de Valois
- Henry Victor som Duc de Guise
- Stella St. Audrie som Catherine de' Medici
- Humberston Wright som Charles XI
- Harry Agar Lyons som Pierre
- Madame d'Esterre som Jeanne d'Albert